# جانلوکا یانگوندا
جانلوکا یانگوندا (ایتالیایی: Gianluca Pianegonda؛ زادهٔ ۲۳ سپتامبر ۱۹۶۸) دوچرخه‌سوار اهل ایتالیا است.